# 串山久美子
串山 久美子（くしやま くみこ、1959年10月23日 - ）は、日本のビデオアーティスト、メディアアーティスト、研究者。

## 経歴
長崎県出身。武蔵野美術大学造形学部建築学科を卒業後、筑波大学大学院芸術研究科総合造形コースを修了。
武蔵野美術大学では建築家・竹山実に師事。学部3年次からビデオアートに関心を持つようになり、中谷芙二子が設立したビデオギャラリーSCANのワークショップに参加し映像表現への理解を深めた。
筑波大学では前衛芸術家・山口勝弘に師事し、1989年頃からはバーチャルリアリティにも関心を広げ、SIGGRAPHやARS Electronica、日本バーチャルリアリティ学会にも参加。研究と制作を並行して行いながら、早稲田大学、武蔵野美術大学などで非常勤講師を務める。
2007年から2025年まで首都大学東京（現・東京都立大学）に勤務し、同大学ではIDEEA Labを馬場哲晃と立ち上げ、インタフェースデザイン、インタラクションデザイン、教育、芸術表現に関する研究を行った。近年は福祉の分野にも関心を持ち、アートと福祉を結ぶ研究に取り組んでいる。しかけ絵本のコレクター。

### 略歴
- 1959年 - 長崎県に生まれる
- 1981年 - 「SCAN '81 Autumn」（東京／ビデオギャラリーSCAN）入選
- 1982年
  - 武蔵野美術大学建築学科卒業
  - 「2人展」（東京／デイリープラネット）
  - 「SCAN '82 Autumn」（東京／ビデオギャラリーSCAN）入選
- 1983年
  - ビデオ・パフォーマンス『VIDE ORCETER Vol.1』（筑波大学芸術学系）
  - 「SCANNING POOL Vol.2」（東京／ビデオギャラリーSCAN）入選
  - ニュー・イメージ宣言／萩原朔美選出（東京イメージフォーラム）
  - 「香港国際録影芸術展」（香港）招待出品
- 1984年
  - 筑波大学大学院芸術研究科総合造形コース修了
  - 「建築がビデオになる日」を雑誌アーキソフトに掲載
  - 「第15回日本国際美術展（東京都美術館／京都市美術館）」入選
  - 「SCAN '84 Spring」（東京／ビデオギャラリーSCAN）入選
  - 「第13回モントリオール国際ニューシネマ・フェスティバル（モントリオール）」出品
  - 「女たちによる感性のモザイク　１１１展（愛知／トム・ギャラリー）
- 1985年
  - 「日本前衛芸術未来展」（イタリア・ジェノバ）出品
  - 「ビデオ・カクテル 2展」（東京・NEWS）
  - 「ワールド・ワイド・ビデオフェスティバル 1985」（オランダ）出品
- 1986年　
  - ニュービデオ・ジャパン（ニューヨーク）出品[3]
  - 「第16回日本国際美術展（東京都美術館／京都市美術館）」入選
  - ビデオ工房　V／TECT　設立
  - 「オーストラリア・ビデオ・フェスティバル」（オーストラリア）出品
- 1987年
  - 第18回現代日本美術展（東京都美術館）入選
  - SCAN '87入選
- 1988年
  - 「SCAN '88 Autumn」（東京・ビデオギャラリーSCAN）入選
  - ビデオ・インスタレーション展『壁のない家』１５作品のビデオ（ビデオギャラリーSCAN）
- 1989年
  - 「映像空間・触の棚」（東京／松浦画廊）個展
  - 「今日の映像」（富山／富山県立近代美術館）出品
- 2007年 - 首都大学東京（現・東京都立大学）に勤務
- 2014年 - 日本バーチャルリアリティ学会　理事

- 2025年 - 東京都立大学を退任

## 展示
| 年   | タイトル                                   | 場所                        |
| ---- | ------------------------------------------ | --------------------------- |
| 1985 | 個展 「HABITAT」                           | 長崎コクラヤ・ギャラリー 3F |
| 1985 | 個展 「壁のない家」                        | ビデオギャラリーSCAN        |
| 1988 | ビデオ・インスタレーション展「壁のない家」 | ビデオギャラリーSCAN        |
| 1989 | 個展「映像空間・触の棚」                   | 松村画廊                    |
| 1989 | 招待出品「今日の映像」                     | 富山県立近代美術館          |